# Кјузи
Кјузи (итал. Chiusi) је насеље у Италији у округу Сијена, региону Тоскана.
Према процени из 2011. у насељу је живело 2294 становника. Насеље се налази на надморској висини од 344 м.

## Становништво
| 1936. | 1951. | 1961. | 1971. | 1981. | 1991. | 2001. | 2011. |
| ----- | ----- | ----- | ----- | ----- | ----- | ----- | ----- |
| 8.043 | 8.674 | 8.848 | 8.771 | 9.244 | 9.103 | 8.612 | 8.836 |

## Партнерски градови
- Ној-Изенбург